# クロスオーナーシップ (メディア)
メディアにおけるクロスオーナーシップ（相互所有）とは、新聞社が放送業に資本参加するなど、特定資本（つまり特定企業など）が多数のメディアを傘下にして影響を及ぼすことをいう。各国の法律によって、このクロスオーナーシップが規制されているケース（いわゆるマスメディア集中排除原則）がある。これは、言論の自由と多様性を保障するためには、より多くの者がメディア事業に参画できる機会を与えることが必要だと考えられているからである。
しかしながら実体としては、世界的にメディアグループの買収・再編が進み、複数のメディア媒体を傘下にしたメディア・コングロマリットと呼ばれるグループが大きな存在感を示している。その代表例は、ルパート・マードックで有名なニューズ・コープなどである。21世紀に入り、クロスオーナーシップへの規制を緩和する改正立法の動きも見られる。

## 欧米における現状

### アメリカ合衆国
アメリカ合衆国 (米国) ではクロスオーナーシップを排除するため、1920年代にワシントン・ポストとデトロイト・ニュースが所有するラジオ局を別都市で入れ替えている。
1975年には、米国政府の独立機関として国内の放送通信事業を規制・監督する連邦通信委員会（FCC）により、クロスオーナーシップへの規制がかかるようになった。具体的には、同一企業が特定の地域内で新聞と放送局を相互所有することなどを禁じている。
しかし2002年以降、経営の効率化などの観点からクロス・オーナーシップ等の緩和が議論されるようになった。この流れを受け、2017年11月には、1975年当初の規制を撤廃する提案がFCCで可決した。この規制撤廃により、新聞・ラジオ・テレビ業界の統合が進むと見られる。その一方で、ブログやポッドキャストといった新世代の中小メディアにとっては、この規制撤廃により存続が脅かされる懸念も指摘されている。

### イタリア
- フィニンヴェスト - メディアセット、新聞「イル・ジョルナーレ」が傘下にある「ソシエタ・ユーロペア・ディ・エディゾーニ」を保有。

## 日本における現状
本来、マスメディア集中排除原則の観点から、新聞業と放送業などメディア同士は距離を持つべきとされる。
しかし、日本では1952年に設立され、翌1953年に民放テレビ局最初のテレビ局として放送を開始した日本テレビからこの傾向がある。同局は読売新聞グループの支配下にあり、経営面、放送内容などに読売新聞社の意向が極度に反映されることとなった。さらに当時の読売新聞社オーナーで日本テレビの初代社長も兼務した正力松太郎は自由民主党政権と近く、多くのテレビ局が新聞社の子会社として設立される方式を確立していった。
一般的に、テレビ局が新聞社の系列の元に縦割りとなった原因は、1975年に行われたTBS（毎日新聞社系）の系列だった朝日放送（朝日新聞社系）と、日本教育テレビ（現テレビ朝日）の系列だった毎日放送（毎日新聞系）とのネットチェンジ（腸捻転解消）だとされる。これによりキー局と地方局、新聞社の関係が同系列で整理された。
また、テレビ放送が大都市圏から日本全国に拡大する過程で、系列の異なる新聞社が地元企業などと共同で出資したローカル局も新聞社とキー局が筆頭株主になるということで新聞社・キー局の出先機関と化した。ローカル局は各県に複数設立されたが、多くの県では日中戦争から太平洋戦争（第二次世界大戦）へと戦争が激化した1940年代前半に行われた戦時統合で成立した「一県一紙」の地方紙が他を圧する取材網を持ち、新規テレビ局はその地方紙に依存した方が取材の容易さやコストなどの点でも有利なため、県単位でのクロスオーナーシップが各地で成立していった。
現在は建前上は独立企業である放送局（特にローカル局）も一種の子会社レベルの存在意義である現状である。しかも、クロスオーナーシップの影響で新聞社＞キー局＞ローカル局という力関係ができ、新聞・テレビともお互いに方針に逆らいにくいという弊害が出ている。
日本においてクロスオーナーシップを制限する規定としては、放送局に係る表現の自由享有基準（平成20年03月26日 総務省令第29号）があり、一つの地域でテレビ・ラジオ・新聞のすべてを独占的に保有する状態を禁止していた ため、複数のテレビ・ラジオ局がある地域で一つのメディアグループがこの3つの媒体をすべて所有する事は事実上妨げられない。そのため、フジ・メディア・ホールディングスがフジテレビジョン・ニッポン放送（ラジオ局）・産業経済新聞社（産経新聞）を、日本経済新聞社がテレビ東京と日経ラジオ社（ラジオNIKKEI＝短波放送ラジオ局）を所有する事が可能となっていた。
日本では「クロスオーナーシップ」が温存されているが、2009年9月に成立した鳩山由紀夫内閣の原口一博総務大臣（民主党）が2010年1月13日の文化通信社のインタビュー や、2010年1月14日の外国特派員協会での会見で「クロスオーナーシップ」禁止の法制化を行うと発言した。しかし、これに対し各新聞社は強く反発し、日本新聞協会はインターネットの普及などでメディアが多様化した事などを理由にクロスメディア規制の撤廃を求める意見書を同年3月1日に総務省へ提出した。原口総務相はこれを押し切り、3月5日には事実上形骸化している現行のクロスオーナーシップ規制について3年後の見直し規定を盛り込んだ放送法や電波法などの改正法案が閣議決定されたが、同年6月に鳩山政権は総辞職して菅内閣が成立し、7月の参議院選挙で民主党が大敗して与党が過半数を失うねじれ国会となり、法制化は目処が立たなくなった。9月に成立した菅改造内閣では原口が総務大臣を退任し、後任の片山善博はクロスオーナーシップ規制の見直し条項の削除を行ったため、11月26日に成立した（改正）放送法ではクロスオーナーシップ規制の強化が見送られた。
前述の放送局に係る表現の自由享有基準（平成20年03月26日 総務省令第29号）はその後、2011年の改正放送法によって基幹放送の業務に係る表現の自由享有基準に関する省令（平成23年6月29日 総務省令第82号）などに改廃されている。さらに2015年の改正放送法によって、基幹放送の業務に係る特定役員及び支配関係の定義並びに表現の自由享有基準の特例に関する省令（平成27年3月27日 総務省令第26号） などに引き継がれている。2015年の改正により、メディア企業の経営力強化を目的とする場合には、グループ内の複数メディア企業で役員が兼務できるよう規制を緩和している。

### 現在の資本関係
| 新聞         | 主資本放送局（在京キー局）                         | 主資本放送局（在京キー局）   | 主資本スポーツ新聞 | 備考                        |
| 新聞         | テレビ局（ニュース系列）                           | ラジオ局                     | 主資本スポーツ新聞 | 備考                        |
| ------------ | -------------------------------------------------- | ---------------------------- | ------------------ | --------------------------- |
| 読売新聞     | 日本テレビ放送網（日本ニュースネットワーク）       | （アール・エフ・ラジオ日本） | スポーツ報知       | [ 14 ] [ 15 ] [ 16 ]        |
| 朝日新聞     | テレビ朝日（オールニッポン・ニュースネットワーク） | なし                         | 日刊スポーツ       | [ 14 ] [ 17 ] [ 18 ]        |
| 毎日新聞     | TBSテレビ（ジャパン・ニュース・ネットワーク）      | （TBSラジオ）                | スポーツニッポン   | [ 19 ] [ 14 ] [ 15 ] [ 20 ] |
| 日本経済新聞 | テレビ東京（TXNネットワーク）                      | 日経ラジオ社                 | なし               | [ 21 ]                      |
| 産経新聞     | フジテレビジョン（フジニュースネットワーク）       | ニッポン放送 （文化放送）    | サンケイスポーツ   | [ 17 ] [ 22 ] [ 23 ]        |

- 読売新聞グループ本社 - 日本テレビホールディングス（22.82%を保有）および日本テレビ系列局
  - 日本テレビはアール・エフ・ラジオ日本を45.26%所有
- 朝日新聞社 - テレビ朝日ホールディングス（24.7%を保有）およびテレビ朝日系列局（東京以外全部でラジオ・テレビ兼営）
- 日本経済新聞社 - テレビ東京ホールディングス（33.3%を保有）およびテレビ東京系列局、日経ラジオ社（19.93%を保有）
- フジ・メディア・ホールディングス - フジテレビジョン（100%を保有）および系列局、ニッポン放送（100%を保有）、産業経済新聞社（40.0%を保有）
- TBSホールディングスはかつて毎日新聞社が大株主であり[24]、現在も役員を相互派遣している。

### 山形県におけるクロスオーナーシップ
なお、各地方局でも地方紙の資本が入っているケースがあり、特に目覚ましいのは山形県にある山形新聞社（山形新聞、以下山新）である。山新は1960年にテレビ放送を開始した山形放送（YBC、日本テレビ系列、1953年のラジオ放送開始当時は「ラジオ山形」）の設立に深く関わり、現在でも山新は山形県に次ぐ山形放送の第2位の大株主（9.77%を保有）で、YBCテレビでは山新の社説を紹介するYBC社説放送が放映されている。2007年には山形メディアタワーが完成し、山新とYBCが同居してさらなる連携の強化が図られた。
さらに山新は1970年放送開始の山形テレビ（YTS、テレビ朝日系列）にも10%出資してテレビ朝日ホールディングス・朝日新聞社に次ぐ第3位の株主であり、1989年放送開始のテレビユー山形（TUY、TBS系列）でも10%出資してTBSホールディングス（TBSHD）に次ぐ第2位の株主である。1997年放送開始のさくらんぼテレビ（SAY、フジテレビ系列）のみは資本関係を持たないが、山形県内の民放テレビ4局中3局で山新が大株主となっている。加えて、山形県内のラジオは中波(AM)が上記のYBCのみで、超短波(FM)として1989年に開局したエフエム山形（Rhythm Station、JFN系列）にも山新が10%・第2位の株主として参加しているため、山形県内のラジオ放送はコミュニティ放送を除いて山新が全ての放送局に影響力を持つ形となっている。
このように強力なクロスオーナーシップの成立には、山新の社長を1945年から1991年まで務めた服部敬雄 の意向が強く、いわゆる「平成新局」として山新が資本参加しない放送局として開局したテレビユー山形とエフエム山形の設立には服部が郵政省（現・総務省）の調停案に猛反発したため一時的に反対していた。

### 中日新聞と東海三県テレビ局との関係
中日新聞は東海三県で圧倒的なシェアを持ち、また多数のテレビ局に出資している。愛知県ではCBC、東海テレビ、テレビ愛知、三重県でも三重テレビに出資している。中日新聞の出資の有無による処遇の違いについてはまず番組欄に現れており、左から順にNHKの次にCBC、東海テレビ、テレビ愛知が並び、非出資のメーテレ、中京テレビは右端となっている。また中日ドラゴンズ主催の野球放映権はNHKの他は出資しているCBC、東海テレビ、テレビ愛知、三重テレビにしか与えられていない。一方、岐阜県では岐阜新聞と対立しておりそれを裏付けるものとして岐阜新聞系列の岐阜放送の番組欄での扱いは地元・岐阜版でもハーフサイズの扱いとなっている。

## 弊害
- 新聞がテレビ、ラジオを批判すること、あるいはその逆のようなことを発言することに及び腰である[30]。
- 新聞の腐敗、あるいはテレビ、ラジオの腐敗を報道しない、一種の情報操作の原因である。本来は再販問題や押し紙問題の利害当事者ではないはずのテレビ、ラジオがこれらの問題について（NHKを含めて）報じられなくなっているといわれる[1][31]。
- 新聞やテレビ、ラジオが自身の改革に関する報道に及び腰である。2010年に総務大臣の原口一博が外国特派員協会での会見で述べたクロスオーナーシップの禁止に関しても、当事者である新聞やテレビ、ラジオは（NHKを含めて）一切報じていない。
- テレビ局、ラジオ局が新聞社の意向により動かされるなど、中立であるべきメディアが新聞社など上位企業の圧力を受けることになる[32]。
- メディア業界全体が護送船団方式のシステムとなり新聞以外の資本を持つ新規参入希望者を排除する原因である[33]。
- 山形県におけるクロスオーナーシップの通り、地方局はその地方紙が筆頭株主になっている場合が多く、その場合その地方に新規のテレビ局、ラジオ局ができる事に反対する場合がある(CM収入が減るため)。地方では民放テレビ局やラジオ局が2局か3局しかない県が数多くあり、その場合サッカーワールドカップ予選やプロ野球日本シリーズなどのスポーツビッグイベントなどを視聴できない問題が生じるが、その県民が被る不利益や不満がテレビ番組上やラジオ番組上ではもちろん地方紙上で取り上げられる事は少ない。その為メディア自らが都会と地方における情報格差を助長している。→県域放送も参照の事
- ローカル局が地域密着を標榜しても、新聞社・キー局による一方的な支配のため独立性が損なわれており、実例としてフジテレビ『ワンナイR&R』による「王シュレット事件」で地元の福岡県のローカル局であり、福岡ダイエーホークス（現福岡ソフトバンクホークス）を応援していた放送局であるテレビ西日本が王貞治を侮辱した放送内容について制作には無関係ながら放送したとして連帯責任を問われた（独立放送局を除く）。
- 新聞社が、免許事業で権力の影響を受けやすい放送局を所有することによって、権力の影響を受けやすくなっている[1]。